# 东阳江镇
东阳江镇，中国浙江省金华市东阳市下辖的一个镇。

## 辖区
该镇辖有：	枣圆村、任店村、太平山村、枫树头村、横锦村、天山村、东门村、学陶村、岭下施村、岭下村、尚锦村、茜畴村、三甲院村、五星村、紫阳村、下街头村、召塘里村、上陈村、三兴村、锦源村、双合村、上柴村、新东村、八达村、黄铺村、东风村、金浦村、庆泉村、尚舒村、天秀村、